# Fasci cribro-vascolari

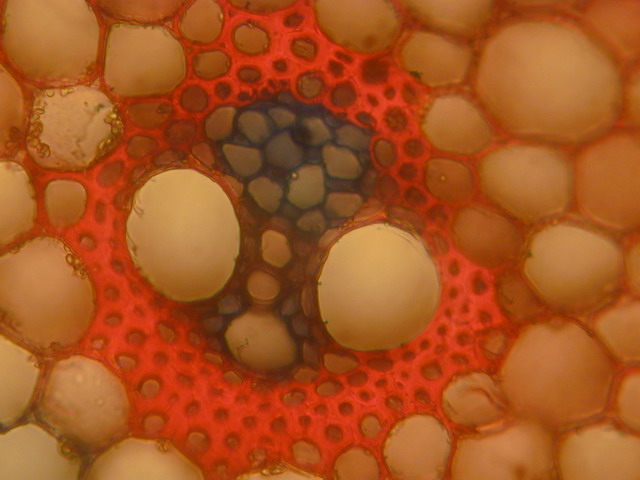
Particolare di un fascio cribro-vascolare in uno stelo di Zea mays

I fasci cribro-vascolari sono un insieme di tessuti vegetali deputati alla conduzione di liquidi nelle piante vascolari. Sono in struttura primaria in quanto sono generati dal procambio (meristema primario). Gli elementi del legno (xilema) e del cribro (floema) sono riuniti in fasci distinti (fasci legnosi e fasci cribrosi). Questi a loro volta risultano fra loro più o meno adiacenti formando i fasci cribro-vascolari. 
Esistono diversi tipi di fasci cribrovascolari a seconda della posizione reciproca di libro e legno e a seconda della presenza o meno di un cambio fra i due tessuti:
- Fascio collaterale chiuso
- Fascio collaterale aperto

Fasci cribro-vascolari (xilema: blu, floema: verde, cambio: bianco) A concentrico perifloematico (floema attorno allo xilema) B concentrico perixilematico (xilema attorno al floema) C Radiale D collaterale chiuso E collaterale aperto F bicollaterale aperto

- Fascio bicollaterale (aperto o chiuso)
- Fascio concentrico (sempre chiuso)
- Fascio alterno aperto
- Fascio alterno chiuso

Nei fasci collaterali floema e xilema sono posti uno di fronte all'altro lungo lo stesso asse. Si trovano nei fusti
Nei fasci bi-collaterali è presente una seconda zona di floema, internamente allo xilema.  Se il fascio è aperto il cambio è unico ed è posto fra il libro esterno ed il legno. Sono caratteristici dei fusti di alcune famiglie (Cucurbitaceae, Solanaceae)
Nei fasci concentrici uno dei due tessuti conduttori avvolge completamente l'altro (non è presente un cambio, quindi i fasci sono sempre chiusi). Si definiscono perifloematici (rizomi) se il floema è esterno e perixilematico se ad essere esterno è lo xilema
I fasci alterni o radiali, tipici delle radici, sono formati da uno o più fasci (denominati qui arche) liberiani e legnosi situati alternativamente su raggi diversi.

## Posizione
In un fusto o in una radice, lo xilema si trova più vicino al centro mentre il floema è più esterno. In una foglia,  lo xilema è verso l'esterno. Questo è il motivo per cui gli afidi si trovano sul lato interno di una foglia piuttosto che all'esterno, perché gli zuccheri prodotti dalla pianta, che consumano, sono trasportati dal floema che si trova sul lato interno.